# Lieb Vaterland magst ruhig sein
Pour plus de détails, voir Fiche technique et Distribution.
Lieb Vaterland magst ruhig sein est un  film allemand réalisé par Roland Klick, sorti en 1976.

## Fiche technique
- Titre : Lieb Vaterland magst ruhig sein
- Réalisation : Roland Klick
- Scénario : Roland Klick, d'après le roman de Johannes Mario Simmel
- Photographie : Jost Vacano
- Montage : Siegrun Jäger
- Scénographie : Götz Heymann
- Costumes : Ingrid Zoré
- Décors : Kuli Sander
- Maquillage : Barbara Naujock, Erich L. Schmekel
- Musique : Jürgen Knieper
- Son : Helmut Röttgen, Hans-Dieter Schwarz
- Effets spéciaux : Erwin Lange
- Producteurs : Bernd Eichinger, Peter Genée
- Société de production : Cotta, Filmstudio Havelchaussee, Solaris Film, Vaterland Productions
- Pays de production :  Allemagne de l'Ouest
- Langue originale : Allemand
- Format : Couleur (Eastmancolor) — 35 mm — 1,66:1 — Son : Mono
- Genre : Thriller
- Durée : 92 minutes (1 h 32)
- Date de sortie : 
  - Allemagne de l'Ouest : 25 mars 1976

## Distribution
- Heinz Domez : Bruno
- Catherine Allégret : Mietzi
- Georg Marischka : Fanzelau
- Günter Pfitzmann : Prangel
- Rudolf Wessely : Wieland
- Paul Glawion :
- Margot Werner : Nelly
- Dietrich Frauboes : Bräsig
- Rolf Zacher : Knarge
- Ulrich Radke : Martini
- Gunter Berger : Kornmann
- John O'Connor : Snowdon
- Manfred Tümmler :
- James Lee :
- Günther Kieslich : Rettich
- Inge Wolffberg : L'employé du chemin de fer
- Joseph Noerden :
- Joachim Kemmer : Le journaliste / La voix de Bruno
- Uwe Gauditz : Heisterberg
- H.H. Müller : Le propriétaire de la voiture
- Rudolf Brand : L'homme de la Stasi
- Gerd Duwner : Le concierge de l'hôtel
- Anneliese Monje :
- Gerhard Konzack :
- Ludwig Binder :
- Peter Schlesinger : Le chauffeur de taxi
- Günther Notthoff : Alf
- Eva Gelb : Wanda
- Barbara Morawiecz : L'infirmière
- Claudja Barry : La chanteuse